# Enric I de Limburg
Enric I de Limbourg, nascut cap a 1059, mort cap a 1119, fou comte de Limburg i d'Arlon de 1082 a 1119 i Ducat de Baixa Lotaríngia de 1101 a 1106. Era fill de Walerà I de Limburg i Arlon, i de Juta de Baixa Lotaríngia.
Es va oposar a Egilbert, arquebisbe de Trèveris a propòsit dels béns que Adela, una antiga comtessa d'Arlon, havia donat a l'església de Trèveris i després li havien estat repressos. Egilbert el va comminar a restituir aquests béns, i com que no ho va fer el va excomunicar, però el comte no va cedir. Egilbert es va veure obligat a arravatar-se i li va infligir una seriosa derrota.
En tant que protector de l'abadia de Saint-Trond, càrrec que havia heretat del seu pare, intervingué en els assumptes interns d'aquesta abadia. Hermann, l'abat designat pel bisbe de Metz Poppó i sostingut per Jofré de Bouillon i Enric de Limburg, disgustava a l'emperador, el qual va posar l'abadia sota l'autoritat del comte de Loon Arnold I. Aquest va anar a Saint-Trond i va forçar a Godofreu i Enric a retirar-se.
Poc després, alguns dels grans feudals de la regió marxaren en croada, conduïts per Jofré de Bouillon. Això va permetre l'augment de l'autoritat d'Enric de Limburg sobre el territori del que havia de ser Bèlgica, i de la qual va abusar en detriment de diverses abadies. L'emperador Enric IV va haver d'intervenir per posar fi a les seves maquinacions i va ocupar Limburg el juny de 1101. Després d'haver fet la seva submissió, Enric de Limbourg va entrar en gràcia, i va rebre el ducat de Baixa Lotaríngia, de fet vacant des de la sortida de Jofré de Bouillon cap a les croades. Per causa d'aquest ducat, va enfrontar-se amb Godofreu de Lovaina.
No es va moster gaire agraït, ja que va vacil·lar a prendre partit i a canviar de camp en el moment de les baralles que oposen l'emperador Enric IV al seu fill, el futur Enric V. Es va acabar tanmateix unint definitivament a Enric IV.
El 1106, Enric IV va morir, i el seu fill va atacar als partidaris del seu pare. Els seus dominis foren devastats, Limburg capturada i Enric tancat a Hildesheim. El ducat li fou retirat per ser confiat a Godofreu de Lovaina. Enric es va escapar i va intentar recuperar la Baixa Lotaríngia, però va fracassar, i va haver de fer la pau amb Enric V i Godofreu de Lovaina. Tanmateix va conservar el títol ducal i es va qualificar de duc de Limburg.
Llavors va participar en revoltes contra l'emperador al costat de Lotari de Saxònia o Supplimburg, i va combatre a Andernach (1114) i a Welphesholt (11 de febrer de 1115), on cada vegada l'emperador va sortir derrotat.

## Matrimonis i fills
Es va casar amb Adelaida de Podenstein (1061 † 1106), filla de Bosó de Potenstein, i de Judith de Schweinfurt, i va tenir:
- Walerà II (1085 † 1139), duc de Limburg
- Agnès († 1136), casada amb Frederic de Putelendorf († 1125), i després a Walo de Veckenstedt († 1126)
- Adelaida (1090 † abans de 1146), casada vers 1115 amb Frederic de Werl († 1214), comte d'Arnsberg; després amb Kunó († 1139), comte d'Horburg; i vers 1140 amb Conrad († 1159), comte de Dachau
- Matilde (1095 - † ?), casada amb Enric de Namur, Comte de la Roche

Potser va tenir un altre fill, Simó, que va participar en la primera croada i fou conestable del regne de Jerusalem.